# 信号電材
信号電材株式会社（しんごうでんざい、英文名：Shingo Denzai Co., Ltd.）は、福岡県大牟田市に本社を置く、交通信号機の製造、開発を行うメーカーである。通称は電材、SD。

## 概要
1972年（昭和47年）創業。
元来は日本信号・京三製作所・コイト電工(当時は小糸工業)などのOEM（相手先ブランドによる生産）供給中心だったが、ユーザーからの改善要求に応えていく中で、独自の製品開発により徐々に自社製品開発の比重を高めてきた。
2017年4月からは京三製作所、星和電機、オムロンソーシアルソリューションズへ低コストタイプLED信号灯器及び薄型LED灯器のODM供給が行われている。

## 沿革
- 1972年（昭和47年）10月 - 福岡県大牟田市三川町三丁目62番地に信号電材株式会社を設立。
- 1980年（昭和55年）5月 - 福岡県大牟田市新港町1-29（現在地）に本社工場（第一工場）を新築移転。
- 1987年（昭和62年）6月 - 東京都品川区上大崎三丁目に東京事務所開設。
- 1989年（平成元年）9月 - 本社工場において第三工場を新設増設。
- 1990年（平成2年）4月 - 営業部発足。
- 1992年（平成4年）
  - 4月 - 大阪府東大阪市長田東一丁目78番地に関西営業所開設。中部営業所を統合閉鎖。
  - 5月 - 東京都文京区本駒込一丁目6-19に東京営業所を移転。
  - 10月 - 20周年式典開催。
- 1993年（平成5年）7月 - 韓国電機交通との交流開始。海外との交流が始まる。
- 1995年（平成7年）
  - 2月 - 阪神・淡路大震災で被災した兵庫県へ信号機を供給。
  - 8月 - 広島市南区段原日出町23-19に中国営業所開設。
- 1996年（平成8年）
  - 5月 - 宮城県仙台市太白区長町一丁目1-13に東北営業所開設。
  - 9月 - 資本金8000万へ増資。
- 1997年（平成9年）
  - 5月 - 北海道札幌市東区北33条東14丁目6番23号に北海道営業所開設。
  - 6月 - 福岡市博多区博多駅前二丁目11-22に福岡営業所開設。
  - 7月 - 台湾迎義有限公司と輸出入の開始。海外貿易の開始。
- 1999年（平成11年）7月 - 台湾との合弁会社UTSを設立。海外展示会（ラスベガス・トロント・シンガポール）に参加。
- 2001年（平成13年）10月 - ISO9001認証取得（01 100 018420TUV CERT）。
- 2002年（平成14年）5月 - 創立30周年式典開催。
- 2003年（平成15年）5月 - 愛知県名古屋市東区葵二丁目3-22に中部営業所開設。
- 2005年（平成17年）
  - 3月 - 海外部品調達を台湾から中国へ移管。
  - 10月 - ISO14001認証取得。
- 2008年（平成20年）7月 - UTS上海を設立。
- 2011年（平成23年）4月 - 東日本大震災で被災した岩手県・宮城県・福島県・茨城県へ信号機を供給。
- 2017年（平成29年）4月 - 京三製作所大阪工場（摂津市）の閉鎖に伴い同社の西日本向けだった同工場の生産ラインを当社へ移転。
- 2018年（平成30年）4月 - 京三製作所本社工場（横浜市鶴見区）の信号機生産ラインを当社へ移転、東日本向けの京三信号機も製造へ。
- 2022年（令和4年）10月 - 創立50周年。

## 事業所
- 本社/大牟田事業所 - 福岡県大牟田市
- 荒尾事業所 - 熊本県荒尾市
- 東部事業所 - 埼玉県草加市

## 主要営業品目
- 交通信号用器材
- 車両用交通信号灯器
- 歩行者用交通信号灯器
- 交通信号用端子箱
- 電源箱
- 各種計器箱
- 各種装柱品
- 架線用金物各種防水プルボックス
- 鋼管柱加工品
- 交通信号専用柱
- 道路標識柱
- 道路照明柱
- 大型道路横断標識柱
- 鉄道用器材
- 通信用器具収納箱
- 端子箱
- 電源箱
- 装柱品金物
- 架線用金物
- 他単品物設計製作
- 電力用器材
- ケーブルラック
- ケーブルダクト
- 電柱標識板
- 分電盤
- キャブシグナル
- 車内案内表示装置
- 鉄道車両のモニタ装置
- 道路情報板